# Critters Attack!
Critters Attack! ist ein US-amerikanischer Science-Fiction-Film von Bobby Miller aus dem Jahr 2019. Es ist eine Neuverfilmung der Critters-Reihe.

## Handlung
Nachts sieht der junge Philipp mit dem Teleskop, der die Sterne im Wald beobachtet, ein Ding das auf dem Boden kracht. Währenddessen fährt ein Mann mit dem Fahrrad dorthin und wird von einem Ding getötet. Am nächsten Tag kommen aus dem Bauch der Leiche kleine Monster raus.

## Produktion
SyFy erwarb die Rechte an „Critters“, um im Herbst 2018 eine weitere Fortsetzung zu produzieren. Die Dreharbeiten für die Produktion begann im Februar 2019 in Südafrika.

## Veröffentlichung
Der Film wurde am 23. Juli 2019 von Warner Bros. Home Entertainment auf DVD und per Streaming veröffentlicht. In Deutschland kam der Film 2019 auf Amazon Prime auf Englisch mit deutschen Untertiteln. Es ist der erste Critters-Film, der eine R-Rating bekommen hat.

## Rezeption
Im Audience Score, der Zuschauerwertung auf Rotten Tomatoes hat der Film eine Wertung von 26 % bei weniger als 50 Bewertungen. In der Internet Movie Database hat der Film bei über 2.700 Stimmenabgaben eine Wertung von 3,7 von 10,0 möglichen Sternen.